# Josip Rumac
Josip Rumac (Fiume, 26 ottobre 1994) è un ex ciclista su strada croato, attivo in formazioni UCI dal 2014 al 2021 e più volte campione nazionale Elite in linea e a cronometro.

## Palmarès
- 2011 (Juniores)

Campionati croati, Prova a cronometro Junior
Campionati croati, Prova in linea Junior
- 2012 (Juniores)

Grand Prix Lausanne
- 2013 (BK Rijeka, una vittoria)

Trofej Učka
- 2017 (Synergy Baku, una vittoria)

Campionati croati, Prova in linea
- 2018 (Adria Mobil, una vittoria)

Campionati croati, Prova a cronometro
- 2019 (Androni Giocattoli-Sidermec, due vittorie)

Campionati croati, Prova a cronometro
Campionati croati, Prova in linea
- 2020 (Androni Giocattoli-Sidermec, una vittoria)

Campionati croati, Prova a cronometro

### Altri successi
- 2017 (Synergy Baku)

Classifica scalatori Tour du Maroc

## Piazzamenti

### Grandi Giri
- Giro d'Italia

2020: 99º

### Classiche monumento
- Milano-Sanremo

2020: 142º
2021: 60º
- Giro di Lombardia

2019: 98º

### Competizioni mondiali
- Campionati del mondo

Copenaghen 2011 - In linea Junior: 85º
Limburgo 2012 - Cronometro Junior: 59º
Limburgo 2012 - In linea Junior: 3º
Richmond 2015 - In linea Under-23: 34º
Doha 2016 - In linea Under-23: 91º
Innsbruck 2018 - In linea Elite: ritirato
- Giochi olimpici

Tokyo 2020 - In linea: ritirato

### Competizioni continentali
- Campionati europei

Offida 2011 - In linea Junior: ritirato
Goes 2012 - In linea Junior: 55º
Goes 2012 - In linea Junior: 38º
Olomouc 2013 - In linea Under-23: ritirato
Tartu 2015 - In linea Under-23: 9º
Plumelec 2016 - In linea Under-23: ritirato
Plouay 2020 - In linea Elite: 21º
Trento 2021 - In linea Elite: ritirato